# Christina Applegate
Christina Applegate (Los Angeles, 25 novembre 1971) è un'attrice statunitense.

## Biografia

### Carriera
Figlia del produttore discografico Robert Applegate e della cantante attrice Nancy Priddy, ancora bambina debutta nella soap opera I giorni della nostra vita e, negli anni successivi, partecipa a svariate produzioni televisive, tra cui la sit-com Sposati... con figli, dove interpreta per dieci anni il ruolo di Kelly Bundy, ruolo con il quale acquista una certa notorietà.
Il primo ruolo cinematografico importante arriva con ...non dite a mamma che la babysitter è morta! (1991), a cui seguono ruoli in Mars Attacks! (1996) di Tim Burton, Il grande colpo (1998) con Mark Wahlberg, La cosa più dolce... (2002) e Una hostess tra le nuvole (2003).
Nel 2007 è la protagonista della serie televisiva Samantha chi?, in cui il suo personaggio, dopo essere stato in coma otto giorni, al suo risveglio non ricorda più nulla e dovrà ricominciare tutto da capo; inoltre è stata tra le creatrici del gruppo Pussycat Dolls insieme all'amica, ballerina e coreografa Robin Antin e ne ha fatto parte come ballerina dagli inizi nel 1993 fino al 2000.

### Vita privata

#### Cancro al seno
Il 3 agosto 2008, la rivista People ha riferito che alla Applegate era stato diagnosticato un cancro al seno. Ciò è stato confermato dal suo rappresentante, che ha riferito in una dichiarazione: "Alla signora Christina Applegate è stata diagnosticata una forma precoce di tumore al seno. Beneficiando della diagnosi precoce, il cancro non è pericoloso per la vita. La Applegate è sotto trattamento dei suoi medici ed è previsto un pieno recupero". Il 19 agosto 2008, è stato annunciato che il cancro (a un solo seno) era stato rimosso dopo una doppia mastectomia e che per la Applegate era prevista una chirurgia ricostruttiva per i successivi otto mesi. La Applegate ha un difetto genetico ereditario, che spesso determina il cancro al seno. Sua madre, Nancy Priddy, è anch'essa sopravvissuta a un'operazione di cancro al seno.
Nel 2003 è stata portavoce del Lee National Denim Day, che raccoglie milioni di dollari per l'istruzione e la ricerca del cancro della mammella. La Applegate è poi apparsa in uno speciale televisivo intitolato Stand Up to Cancer progettato per raccogliere fondi per la ricerca sul cancro. Lo speciale è andato in onda sulle reti televisive CBS, NBC, ABC il 5 settembre 2009. Nel 2009 ha fondato inoltre la Right Action for Women, una fondazione dedicata allo screening del cancro della mammella focalizzato sul tipo di risonanza magnetica che le ha salvato la vita. La fondazione è attualmente nelle fasi iniziali della raccolta di fondi.

#### Sclerosi multipla
Nell'agosto del 2021 ha annunciato di soffrire di sclerosi multipla, diagnosticatale alcuni mesi prima.

## Filmografia

### Cinema
- Beatlemania, regia di Joseph Manduke (1981)
- Jaws of Satan, regia di Bob Claver (1981)
- Streets, regia di Katt Shea (1990)
- ...non dite a mamma che la babysitter è morta! (Don't Tell Mom the Babysitter's Dead), regia di Stephen Herek (1991)
- Across the Moon, regia di Lisa Gottlieb (1994)
- Wild Bill, regia di Walter Hill (1995)
- Mars Attacks!, regia di Tim Burton (1996)
- Ecstasy Generation (Nowhere), regia di Gregg Araki (1997)
- Claudine's Return , regia di Antonio Tibaldi (1998)
- Il grande colpo (The Big Hit), regia di Kirk Wong (1998)
- Mafia! (Jane Austen's Mafia!), regia di Jim Abrahams (1998)
- Out in Fifty, regia di Bojesse Christopher e Scott Anthony Leet (1999)
- Conflitto fatale (The Giving Tree), regia di Cameron Thor (2000)
- L'ultimo guerriero (Just Visiting), regia di Jean-Marie Poiré (2001)
- Sol Goode, regia di Danny Comden (2001)
- La cosa più dolce... (The Sweetest Thing), regia di Roger Kumble (2002)
- Una hostess tra le nuvole (View from the Top), regia di Bruno Barreto (2003)
- Wonderland - Massacro a Hollywood (Wonderland), regia di James Cox (2003)
- Grand Theft Parsons, regia di David Caffrey (2003)
- Employee of the Month, regia di Mitch Rouse (2004)
- Anchorman - La leggenda di Ron Burgundy (Anchorman: The Legend of Ron Burgundy), regia di Adam McKay (2004)
- Natale in affitto (Surviving Christmas), regia di Mike Mitchell (2004)
- The Rocker - Il batterista nudo (The Rocker), regia di Peter Cattaneo (2008)
- Amore a mille... miglia (Going the Distance), regia di Nanette Burstein (2010)
- Libera uscita (Hall Pass), regia di Peter e Bobby Farrelly (2011)
- Anchorman 2 - Fotti la notizia (Anchorman 2: The Legend Continues), regia di Adam McKay (2013)
- Come ti rovino le vacanze (Vacation), regia di John Francis Daley e Jonathan Goldstein (2015)
- Bad Moms - Mamme molto cattive (Bad Moms), regia di Jon Lucas e Scott Moore (2016)
- Ultimo viaggio in Oregon (Youth in Oregon), regia di Joel David Moore (2016)
- Dolce vendetta (Crash Pad), regia di Kevin Tent (2017)
- Bad Moms 2 - Mamme molto più cattive (A Bad Moms Christmas), regia di Jon Lucas e Scott Moore (2017)

### Televisione
- I ragazzi di padre Murphy (Father Murphy) – serie TV, 1 episodio (1981)
- Grace Kelly, regia di Anthony Page - film TV (1983)
- Babysitter (Charles in Charge) – serie TV, 2 episodi (1984-1985)
- Still the Beaver – serie TV, 2 episodi (1985-1986)
- All Is Forgiven - serie TV, 1 episodio (1986)
- Storie incredibili (Amazing Stories) - serie TV, episodio 2x04 (1986)
- Il mio amico Ricky (Silver Spoons) - serie TV, 1 episodio (1986)
- Heart of the City – serie TV, 13 episodi (1986-1987)
- Casa Keaton (Family Ties) – serie TV, 1 episodio (1987)
- Sposati... con figli (Married with Children) – serie TV, 258 episodi (1987-1997)
- 21 Jump Street – serie TV, 1 episodio (1988)
- La sera del ballo (Dance 'Til Dawn), regia di Paul Schneider - film TV (1988)
- Top of the Heap – serie TV, 2 episodi (1991)
- Pauly – serie TV, 1 episodio (1997)
- Jesse – serie TV, 42 episodi (1998-2000)
- Il principe ranocchio (Prince Charming), regia di Allan Arkush - film TV (2001)
- Friends - serie TV, 2 episodi (2002-2003)
- King of the Hill – serie TV, 1 episodio (2004)
- Father of the Pride – serie TV, 1 episodio (2004)
- Il diario di Suzanne per Nicholas (Suzanne's Diary for Nicholas), regia di Richard Friedenberg - film TV (2005)
- Samantha chi? (Samantha Who?) - serie TV, 35 episodi (2007-2009)
- Reno 911! – serie TV, 1 episodio (2008)
- Up All Night - serie TV, 35 episodi (2011-2012)
- I Muppet (The Muppets) – serie TV, 1 episodio (2015)
- Amiche per la morte - Dead to Me (Dead to Me) – serie TV, (2019-2022)

### Doppiaggio
- Farce of the Penguins, regia di Bob Saget (2006)
- Alvin Superstar 2 (Alvin and the Chipmunks: The Squeakquel), regia di Betty Thomas (2009)
- Cani & gatti - La vendetta di Kitty (Cats & Dogs: The Revenge of Kitty Galore), regia di Brad Peyton (2010)
- Alvin Superstar 3 - Si salvi chi può! (Alvin and the Chipmunks: Chipwrecked), regia di Mike Mitchell (2011)
- Il libro della vita (Book of Life), regia di Jorge R. Gutierrez (2014)
- Alvin Superstar - Nessuno ci può fermare (Alvin and the Chipmunks: The Road Chip), regia di Walt Becker (2015)

### Videoclip
- Rattlesnake Kisses - Electric Angels (1990)

## Riconoscimenti
- Premio Emmy[6]
  - 2003 - Miglior attrice guest in una serie commedia per Friends
  - 2004 - Candidatura alla miglior attrice guest in una serie commedia per Friends
  - 2008 - Candidatura alla miglior attrice protagonista in una serie commedia per Samantha chi?
  - 2009 - Candidatura alla miglior attrice protagonista in una serie commedia per Samantha chi?
  - 2019 - Candidatura alla miglior attrice protagonista in una serie commedia per Amiche per la morte - Dead to Me
  - 2020 - Candidatura alla miglior serie commedia per Amiche per la morte - Dead to Me
  - 2020 - Candidatura alla miglior attrice protagonista in una serie commedia per Amiche per la morte - Dead to Me
  - 2023 - Candidatura alla miglior attrice protagonista in una serie commedia per Amiche per la morte - Dead to Me

## Doppiatrici italiane
Nelle versioni in italiano dei suoi film, Christina Applegate è stata doppiata da:
- Chiara Colizzi in Mars Attacks!, Samantha chi?, The Rocker - Il batterista nudo, Amore a mille... miglia, Libera uscita, Ultimo viaggio in Oregon
- Barbara De Bortoli ne L'ultimo guerriero, Una hostess tra le nuvole, Anchorman - La leggenda di Ron Burgundy, Natale in affitto, Anchorman 2 - Fotti la notizia, Come ti rovino le vacanze
- Ilaria Stagni in ...non dite a mamma che la babysitter è morta!, I Muppet
- Tiziana Avarista in La cosa più dolce..., Friends
- Giuppy Izzo in Wild Bill
- Paola Majano in Ecstasy Generation
- Franca D'Amato in Mafia!
- Silvia Tognoloni in Il grande colpo
- Germana Pasquero in Grand Theft Parsons
- Alessandra Cassioli in Wonderland
- Antonella Baldini in Storie incredibili
- Roberta Pellini in Sposati... con figli
- Paola Del Bosco in La sera del ballo
- Monica Ward in Jesse
- Pinella Dragani in Il principe ranocchio
- Debora Magnaghi in Il diario di Suzanne a Nicholas
- Marisa Della Pasqua in Bad Moms - Mamme molto cattive
- Irene Di Valmo in Dolce vendetta
- Francesca Fiorentini in Amiche per la morte - Dead to Me

Da doppiatrice è sostituita da:
- Ilaria Latini in Alvin Superstar 2, Alvin Superstar 3 - Si salvi chi può!, Alvin Superstar - Nessuno ci può fermare
- Chiara Colizzi in Cani & gatti - La vendetta di Kitty, Il libro della vita